# Берёза (Самара)
Берёза — микрорайон (бывший посёлок городского типа) города Самара. Входит в состав Красноглинского района города, расположен в северной его части.

## География
Рельеф местности — равнина. Расположен на отметке 127 метров над уровнем моря.

## История
Посёлок Берёза создан в 1958 году в качестве жилого фонда аэропорта «Курумоч».

Посёлок городского типа с 1962 года. Включён в состав города Самара в 2005 году.
- В аэропорту «Курумоч», который находится на территории посёлка Береза, проходили съёмки ряда эпизодов новогодней кинокомедии Тимура Бекмамбетова «Ёлки 3» (2013).[2]

## Население
| 5169 | 6837 | 6601 | 5892 |

## Инфраструктура
Основным предприятием в посёлке был и остаётся аэропорт.
Почтовое отделение № 25 (индекс 443901).
В посёлке работает средняя общеобразовательная школа № 164.
В посёлке Берёза находится «Авиаотель» категории «3 звезды», входящий в состав международного аэропорта «Курумоч».
В посёлке в 2014 году после длительной реконструкции возобновил работу дом культуры «Сатурн».
13 июня 2006 года в посёлке Берёза официально был открыт футбольный клуб «Полёт». Клуб был создан по инициативе генерального директора ОАО «Международный аэропорт Курумоч» Л. С. Шварца. В 2009 году «Полёт» дебютировал в первой лиге первенства города Самары. В 2014 году «Полёт» дебютировал в высшей лиге чемпионата города Самары.

## Транспорт
Поскольку посёлок удалён от центра города Самары, транспортный вопрос имеет особую важность.
Проезд автобусами № 78 до Барбошиной поляны (поляна Фрунзе); маршрутным такси № 392 и аэроэкспрессом № 652 Самара—Аэропорт—Тольятти. Также можно добраться на маршрутном такси № 406 (оно ходит с Барбошиной поляны до Нового Буяна через посёлок Берёза). В 2008 году в аэропорт курсировала электричка, маршрутом аэропорт—ЖД вокзал до 2009 года. В ночное время из города до посёлка можно добраться только на такси или личном транспорте.

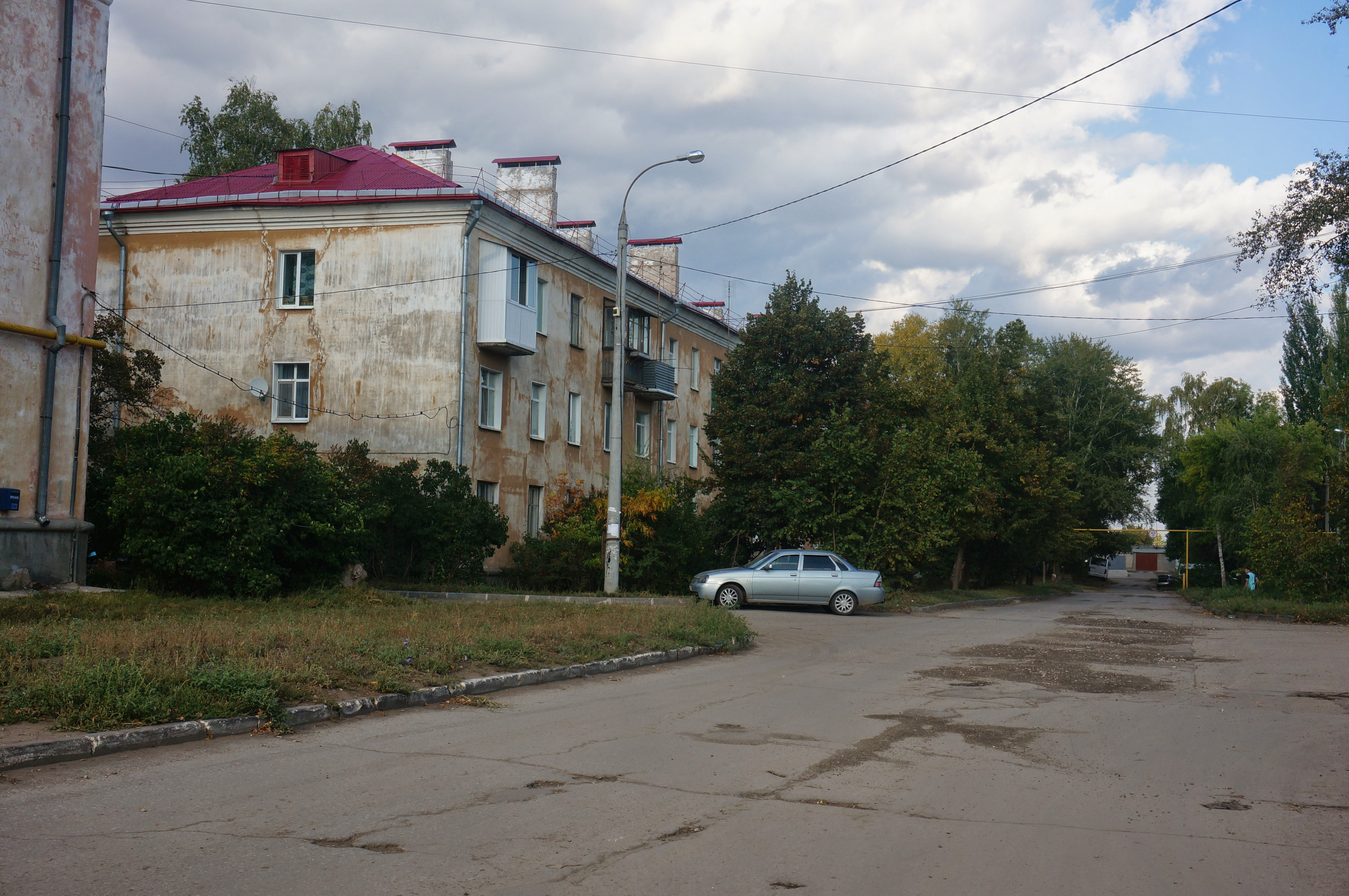
Для посёлка характерна малоэтажная застройка
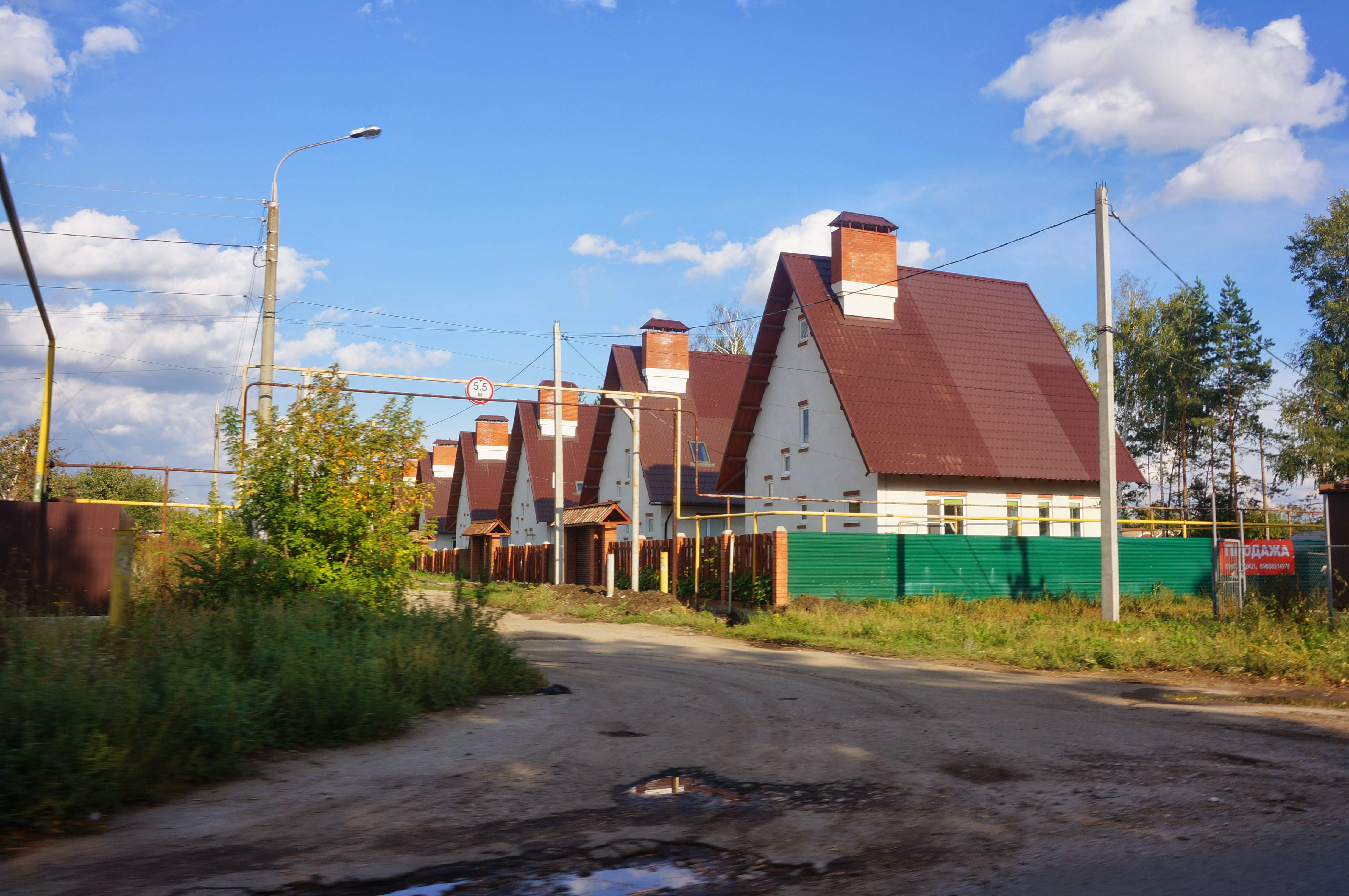
Улица посёлка
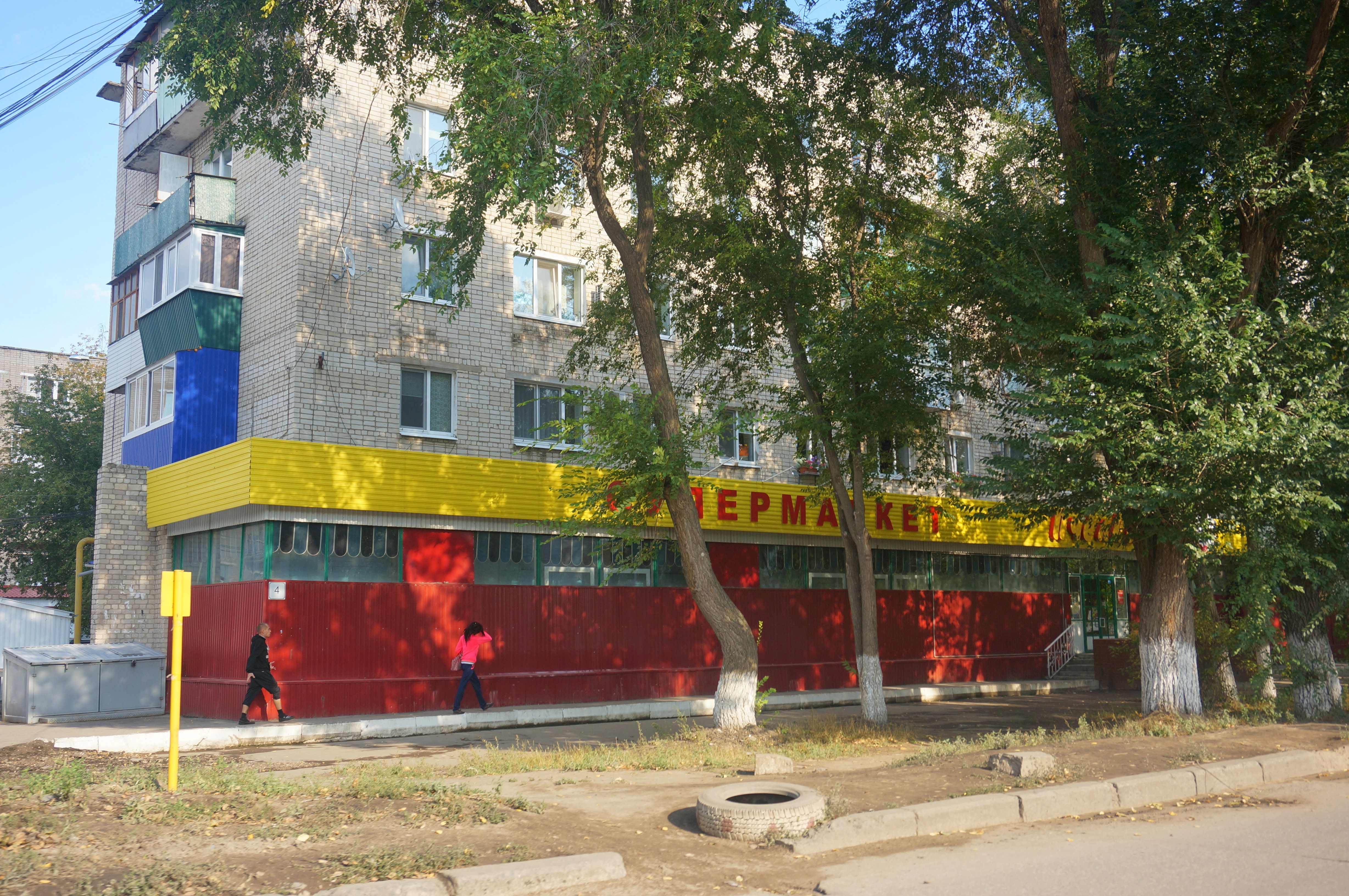
Жилой дом с магазином на первом этаже